# Brodec (gmina Czuczer-Sandewo)
Brodec (maced. Бродец) – wieś w północnej części Macedonii Północnej, w pobliżu stolicy i największego miasta tego kraju – Skopje.
Osada wchodzi w skład gminy Czuczer-Sandewo.